# Гібон швидкий
Гібон швидкий (Hylobates agilis) — вид приматів з роду Hylobates родини Гібонові.

## Поширення
Країни проживання: Індонезія (Калімантан, Суматра); Малайзія (півострів Малайзія); Таїланд. У південній частині Суматри, популяції були виявлені до 1400 метрів. Мешкає в тропічних лісах.

## Морфологія
Середня вага становить 5,4 кг для самиць і 5,8 кг для самців; довжина тіла від 40 до 60 сантиметрів. Це тварини худої статури, з довгими руками і пальцями, хвіст відсутній. Забарвлення різне, в тому числі чорне, коричневе, світло-коричневе і червоно-коричневе. Обидві статі мають білі брови. У сіро-коричневого кольору самців (але не чорних) є яскраві (білі-сірі або світло-коричневі) щоки, які відсутні у самиць. 

## Стиль життя
Це деревні й денні примати є, насамперед, плодоїдними (що віддають перевагу фруктам з високим вмістом цукру, наприклад, інжир), але вони також споживають молоді листки та комах. Група живе на певній території, котру захищає співом, часто дуетом, рано вранці.
Період вагітності складає близько семи місяців. Самиці народжують одне дитинча, а пара може розмножуватись 5—6 раз за час їх репродуктивного життя. Дитинча стає статевозрілим у віці близько 8 років. Більшість самиць піклується про потомство біля двох років. Нащадки залишаються з батьками поки не досягають статевої зрілості, потім розходяться з рідної групи. Повідомлена тривалість життя у неволі становить 44 років. Дикі тварини, ймовірно, не живуть так довго.

## Загрози та охорона
Цей вид перебуває під загрозою перетворення їх лісових місцеперебувань. У Таїланді є також полювання. Вид занесений в Додаток I СІТЕС. Мешкає в ряді ПОТ.